# Сімпсони (сезон 9)
Дев'ятий сезон мультсеріалу «Сімпсони» розпочався на каналі «Fox» 21 вересня 1997 і закінчився 17 травня 1998 року.
Сезон отримав 3 премії «Еммі»:
- серія «Trash of the Titans» — «Найкраща анімаційна передача менше однієї години» 1998 року[1];
- Генк Азарія — за «Найкраще озвучування» Апу Нахасапімапетілона;
- Альф Клаузен і Кен Кілер — за «Найкращу музику і вірші».

Дев'ятий сезон також номінувався на премію «Сатурн» як «Кращий телесеріал» і премію «Golden Reel Awards» в категорії «Краще редагування звуку».

## Список серій
| № серії (загалом) | № серії (в сезоні) | Назва серії                                                               | Режисер(и)        | Сценарист(и)                            | Оригінальна дата показу | Код серії | Глядачів в США (млн) |
| --- | ------------------ | ------------------------------------------------------------------------- | ----------------- | --------------------------------------- | ----------------------- | --------- | -------------------- |
| 179 | 1                  | «The City of New York vs. Homer Simpson» «Нью-Йорк проти Гомера Сімпсона» | Джим Рірдон       | Ієн Макстон-Ґрем                        | 21 вересня 1997         | 4F22      | 10.5                 |
| Коли Барні краде машину Гомера і залишає її нелегально припарковану між двома вежами, Гомер і його сім'я змушені вирушити у Велике яблуко, щоб забрати її. Гомер зізнається, що зненавидів Нью-Йорк відтоді, як в юності у нього були там проблеми, але Мардж і дітям не терпиться подивитися місто. Опинившись там, Гомер вирушає до центру міста, щоб забрати машину, поки інші насолоджуються містом. Запрошені зірки: Джоан Кенлі в ролі телефонної операторки |                    |                                                                           |                   |                                         |                         |           |                      |
| 180 | 2                  | «The Principal and the Pauper» «Директор та злидар»                       | Стівен Дін Мур    | Кен Кілер                               | 28 вересня 1997         | 4F23      | 14.9                 |
| Чоловік на ім'я Сеймур Скіннер з'являється у Спрінґфілді і стверджує, що людина, яка працює директором Спрінґфілдської початкової школи — самозванець. З'ясовується, що Скіннер, який жив в Спрінґфілді всі ці роки насправді — насправді Армен Тамзарян. Він зустрів справжнього Сеймура Скіннера на війні у В'єтнамі… Запрошені зірки: Мартін Шин в ролі «справжнього» Сеймура Скіннера |                    |                                                                           |                   |                                         |                         |           |                      |
| 181 | 3                  | «Lisa’s Sax» «Саксофон Ліси»                                              | Домінік Полчіно   | Ел Джін                                 | 19 жовтня 1997          | 3G02      | 12.9                 |
| Після того, як Барт завадив Лісі грати на саксофоні, хлопчик влаштовує бійку із сестрою, зрештою, змусивши її викинути саксофон з вікна, через що інструмент зламався став сплюснутим. Гомер намагається заспокоїти її розповідаючи про те, як вона отримала свій саксофон. Запрошені зірки: Фівуш Фінкель — виконавець ролі клоуна Красті у фільмі «Історія клоуна Красті: випивка, наркотики, зброя, брехня, шантаж і сміх» |                    |                                                                           |                   |                                         |                         |           |                      |
| 182 | 4                  | «Treehouse of Horror VIII» «Сімпсони і Гелоуїн VIII»                      | Марк Кіркланд     | Майк Скаллі, Девід Коен і Нед Голдрейер | 26 жовтня 1997          | 5F02      | 10.9                 |
| «The HΩmega Man» (укр. «Останній Гомер на Землі») — Після того, як Франція завдала удар по Спрінґфілду нейтронною бомбою Гомер виявляє, що він єдиний, хто пережив атаку. Гомер цим насолоджується, поки його не захочуть знищити новоутворені мутанти… «Fly Vs. Fly» (укр. «Муха проти мухи») — Гомер купує транспортер матерії у професора Фрінка на розпродажі. Однак, після спільного прохождения через транспортер, ДНК Барта змішується з ДНК мухи. «Easy-Bake Coven» (укр. «Моя мама — відьма») — Спрінґфілд, 1649 рік. Мардж безпідставно звинувачують у тому, що вона є відьмою, що виявляється правдою. Вона втікає в печеру до своїх сестер, де вони втрьох стають винахідниками Гелоуїна. |                    |                                                                           |                   |                                         |                         |           |                      |
| 183 | 5                  | «The Cartridge Family» «Сім’я і зброя»                                    | Піт Майклз        | Джон Шварцвельдер                       | 2 листопада 1997        | 5F01      | 10.3                 |
| Після заворушень на матчі футбольної асоціації Америки, Гомер купує пістолет, щоб захистити сім’ю. Мардж не сподобалося його придбання, але Гомер любить свій пістолет і починає відвідувати клуб любителів зброї з Мо, доктором Гіббертом і Апу. Після випадкового пострілу пістолета під час обіду, Мардж висуває ультиматум: або пістолет, або вона… |                    |                                                                           |                   |                                         |                         |           |                      |
| 184 | 6                  | «Bart Star» «Барт — зірка»                                                | Домінік Полчіно   | Донік Кері                              | 9 листопада 1997        | 5F03      | 10.6                 |
| Барт приєднується до футбольної команди «Спрінґфілдські леви» (англ. «Springfield Wildcats»). Під час ігор Гомер дістає Неда, тренера команди, так, що той іде з команди і передає владу Гомерові. На новій посаді, Гомер так піклується про Барта, що відгороджує хлопчика від всіх у команді. Запрошені зірки: Майк Джадж в ролі Хенка Хілла, Джо Неймет і Рой Фієстоун в ролі самих себе |                    |                                                                           |                   |                                         |                         |           |                      |
| 185 | 7                  | «The Two Mrs. Nahasapeemapetilons» «Дві місіс Нахасапімапетілон»          | Стівен Дін Мур    | Річард Аппель                           | 16 листопада 1997       | 5F04      | 11.4                 |
| Мати Апу надсилає йому лист, в якому нагадує йому про заплановане весілля, яке ось-ось повинне відбудуться. Коли його мати приїжджає в місто, Апу просить Мардж прикинутися його дружиною… Тим часом Гомер здав себе в будинок престарілих, і насолоджується відпочинком і їжею. Запрошені зірки: Андреа Мартін в матері Апу, Джен Хукс в ролі Манджули |                    |                                                                           |                   |                                         |                         |           |                      |
| 186 | 8                  | «Lisa the Skeptic» «Ліса — скептик»                                       | Ніл Аффлек        | Девід Коен                              | 23 листопада 1997       | 5F05      | 9.3                  |
| Під час археологічних розкопок, учні Спрінґфілдської початкової школи відкопують дивний скелет, у якого є крила. Всі в місті вірять, що це – скелет ангела, але Ліса намагається їх переконати, що це не так. Гомер краде «ангела» і продає квитки людям, щоб вони подивилися на ангела в його гаражі. Запрошені зірки: Стівен Гулд в ролі самого себе |                    |                                                                           |                   |                                         |                         |           |                      |
| 187 | 9                  | «Realty Bites» «Нерухомість кусається»                                    | Свінтон Скотт III | Ден Гріні                               | 7 грудня 1997           | 5F06      | 10.6                 |
| Мардж женеться за кар’єрою брокерки. Вона починає працювати в агентстві нерухомості «Червоний Піджак». Однак, у цій компанії вона повинна брехати, щоб продати певну кількість будинків, або її звільнять. Тим часом Гомер купує на поліцейському аукціоні авто Гадюки і останньому це не подобається. Запрошені зірки: Філ Хартман в ролі Лайонела Гуць |                    |                                                                           |                   |                                         |                         |           |                      |
| 188 | 10                 | «Miracle on Evergreen Terrace» «Диво на Еверґрін Террас»                  | Боб Андерсон      | Рон Хауг                                | 21 грудня 1997          | 5F07      | 9.6                  |
| Коли Барт у ніч перед Різдвом випадково знищує Різдвяну ялинку і всі подарунки під нею, Різдвяним ранком, він звалює все на грабіжника, який ніби то виніс всі їхні речі. Після репортажу по телебаченню багато з жителів Спрінґфілда допомагають Сімпсонам фінансово… Запрошені зірки: Алекс Требек в ролі самого себе |                    |                                                                           |                   |                                         |                         |           |                      |
| 189 | 11                 | «All Singing, All Dancing» «Всі співають, всі танцюють»                   | Марк Ервін        | Стів О’Доннелл                          | 4 січня 1998            | 5F24      | 8.9                  |
| Сімпсони співають, і згадують музичні номери, які вони виконували раніше, допоки Гадюка не вривається в їх будинок… Запрошені зірки: Філ Хартман в ролі Лайла Ленлі, Джордж Гаррісон в ролі самого себе (архівні кадри) |                    |                                                                           |                   |                                         |                         |           |                      |
| 190 | 12                 | «Bart Carny» «Карнавальний Барт»                                          | Марк Кіркланд     | Джон Шварцвельдер                       | 11 січня 1998           | 5F08      | 11.7                 |
| Барт і Гомер отримують роботу на ярмарку. Перебуваючи там, вони зближуються з Кудером і його сином Спадом. Проте, через «завдяки» Гомеру, Кудер і Спад переїжджають до Сімпсонів, захоплюють їхній будинок і не пускають їх назад… Запрошені зірки: Джим Варні в ролі Кудера |                    |                                                                           |                   |                                         |                         |           |                      |
| 191 | 13                 | «The Joy of Sect» «Радість секти»                                         | Стівен Дін Мур    | Стів О’Доннелл                          | 8 лютого 1998           | 5F23      | 9.4                  |
| Майже всі жителі Спрінґфілда, вступають в релігійну секту «Переселенці». Вони поклоняється всемогутньому вождеві, який обіцяє відвезти їх на планету Блаженія, де вони будуть жити життям, повним радості. Тільки Мардж і отець Лавджой можуть зупинити діяння секти… |                    |                                                                           |                   |                                         |                         |           |                      |
| 192 | 14                 | «Das Bus» «Автобус»                                                       | Піт Майклз        | Девід Коен                              | 15 лютого 1998          | 5F11      | 9.6                  |
| Діти з Початкової школи Спрінґфілда виявляються на безлюдному острові, де їм доводиться боротися за своє існування… Тим часом Гомер засновує власну Інтернет-компанію «Комп’ю-Глобал-Гіпер-Мега-Нет». Запрошені зірки: Джеймс Ерл Джонс в ролі оповідача |                    |                                                                           |                   |                                         |                         |           |                      |
| 193 | 15                 | «The Last Temptation of Krust» «Остання спокуса Красті»                   | Майк Андерсон     | Донік Кері                              | 22 лютого 1998          | 5F10      | 9.5                  |
| Невдалий виступ клоуна Красті на фестивалі коміків вибиває його із сідла. Барт, що переживає за свого кумира, намагається допомогти йому будь-яким способом. Хлопчику вдається знайти новий стиль для старого коміка… Запрошені зірки: Генк Вільямс молодший — виконавець пісні «Canyonero»; Брюс Баум, Бобкет Гоолдтуейт, Джанін Гарофало, Стівен Райт і Джей Лено в ролі самих себе |                    |                                                                           |                   |                                         |                         |           |                      |
| 194 | 16                 | «Dumbbell Indemnity» «Ідіотська страховка»                                | Домінік Полчіно   | Рон Хауг                                | 1 березня 1998          | 5F12      | 10.3                 |
| Після кількох безуспішних спроб підчепити дівчину, Мо нарешті щастить після прогулянки після дискотеки з Гомером. Жінка на ім’я Рене несподівано вважає Мо привабливим, внаслідок чого Мо щедро поводиться з нею. Після занадто великих витрат, кредитна картка Мо спуштошується, змушуючи зневіривши його через гроші. Він скоро розробляє план, щоб Гомер вкрав і знищив його автомобіль, щоб отримати страховку. Запрошені зірки: Гелен Гант в ролі Рене |                    |                                                                           |                   |                                         |                         |           |                      |
| 195 | 17                 | «Lisa the Simpson» «Ліса — Сімпсон»                                       | Сьюзі Діттер      | Нед Голдрейер                           | 8 березня 1998          | 4F24      | 10.4                 |
| Лісі здається, що вона тупішає з кожним днем. Провівши невелике розслідування, вона з’ясовує, що це доля всіх Сімпсонів, які досягають восьмирічного віку через так званого «ген Сімпсонів». Дівчинка в розпачі… |                    |                                                                           |                   |                                         |                         |           |                      |
| 196 | 18                 | «This Little Wiggy» «Цей маленький Віггам»                                | Ніл Аффлек        | Ден Гріні                               | 22 березня 1998         | 5F13      | 8.9                  |
| Мардж нав’язує Барту дружбу з Ральфом. Однак, Барт припиняє опір, коли розуміє, які перспективи йому відкриває дружба з Ральфом, сином шефа поліції, чий будинок набитий великою кількістю цікавих штучок, наприклад, ключ, що відкриває всі двері міста… |                    |                                                                           |                   |                                         |                         |           |                      |
| 197 | 19                 | «Simpson Tide» «Приплив Сімпсона»                                         | Мілтон Грей       | Джошуа Стернін і Дженніфер Вентімілія   | 29 березня 1998         | 3G04      | 9.0                  |
| Гомера звільняють з атомної електростанції після того, як ледь не виник ядерний вибух. Він вирішує приєднатися до резерву ВМС США… Тим часом Барт вирішує отримати собі сережку. Запрошені зірки: Род Стайгер в ролі капітана Тенілл, Боб Денвер в ролі самого себе |                    |                                                                           |                   |                                         |                         |           |                      |
| 198 | 20                 | «The Trouble with Trillions» «Проблема з трильйонами»                     | Свінтон Скотт III | Ян Макстон-Ґрем                         | 5 квітня 1998           | 5F14      | 7.4                  |
| Замовляючись заповнити свою щорічну податкову декларацію, Гомер поспішає заповнювати неправдивими відомостями. Незабаром його заарештовують за податкове шахрайство, однак він укладає з ФБР для імунітету від судового переслідування. Після успішної операції, ФБР вирішує, щоб Гомер отримав один трильйон доларів, який знаходиться в руках Монтгомері Бернса. Запрошені зірки: Пол Вінфілд в ролі Луція Світ |                    |                                                                           |                   |                                         |                         |           |                      |
| 199 | 21                 | «Girly Edition» «Дівчачий випуск»                                         | Марк Кіркланд     | Ларрі Дойл                              | 19 квітня 1998          | 5F15      | 8.5                  |
| Ліса і Барт стають телеведучими дитячих новин. Дуже скоро між ними починається справжня війна інтриг за право називатися найкращим. |                    |                                                                           |                   |                                         |                         |           |                      |
| 200 | 22                 | «Trash of the Titans» «Сміття титанів»                                    | Джим Рірдон       | Ієн Макстон-Ґрем                        | 26 квітня 1998          | 5F09      | 10.2                 |
| Бурхливі сварки зі сміттярями призводить до того, що Гомер висуває свою кандидатуру на пост глави муніципалітету. Вигравши вибори, Сімпсон-старший за кілька тижнів свого правління примудряється довести Спрінґфілд до екологічної катастрофи. Запрошені зірки: Стів Мартін в ролі Рея Паттерсона, U2 в ролі самих себе |                    |                                                                           |                   |                                         |                         |           |                      |
| 201 | 23                 | «King of the Hill» «Король гори»                                          | Стівен Дін Мур    | Джон Шварцвельдер                       | 3 травня 1998           | 5F16      | 9.2                  |
| Бажаючи довести Барту свою спроможність, Гомер різко змінює свій спосіб життя. Він займається спортом і сідає на дієту. Однак, найнеймовірнішим стає його прагнення, заради сина, підкорити найвищу гору Спрінґфілда. Запрошені зірки: Брендан Фрейзер в ролі Бреда, Стівен Веббер в ролі Ніла |                    |                                                                           |                   |                                         |                         |           |                      |
| 202 | 24                 | «Lost Our Lisa» «Загубили нашу Лісу»                                      | Піт Майклз        | Браян Скаллі                            | 10 травня 1998          | 5F17      | 7.6                  |
| Ліса хитрістю домагається у Гомера дозволу самостійно відправитися в музей. Переплутавши автобуси, дівчинка виявляється на околиці міста, далеко від дому. Своєю чергою Гомер, усвідомивши свою помилку, намагається відшукати заблукалу дочка. |                    |                                                                           |                   |                                         |                         |           |                      |
| 203 | 25                 | «Natural Born Kissers» «Природжено цілуються»                             | Клай Холл         | Метт Селман                             | 17 травня 1998          | 5F18      | 8.6                  |
| Гомер і Мардж вирушають на вечерю на річниці, але змушені брати дітей. Врешті решт у них неромантична вечеря, і вночі вони втрачають інтерес до інтиму. Щоб повернути романтику, Гомер і Мардж починають займатися сексом в людних місцях… Тим часом Барт з Лісою за допомогою дідового металошукача намагаються знайти скарб. |                    |                                                                           |                   |                                         |                         |           |                      |